# Wilmington (Vermont, város)
Wilmington város az USA Vermont államában, Windham megyében. Lakosainak száma 2255 fő (2020. április 1.).

## Népesség
A település népességének változása:

| 2010 | 1 876 |
| 2020 | 2 255 |